# Église de Rantasalmi
L'église de Rantasalmi construite en 1904 sur les plans de l'architecte Josef Stenbäck à Rantasalmi en Savonie du Sud brûle en 1984.
Elle est reconstruite suivant les plans de l'architecte Carl-Johan Slotte en utilisant les murs conservés en bon état.
La paroisse de Rantasalmi est d'abord en 1554 dépendante de la paroisse de Sääminki puis elle devient indépendante en 1578.
Heinävesi est d'abord dépendante de la paroisse de Rantasalmi en 1744 et devient indépendante en 1852.

## La première église
L'église est construite de 1900 à 1904 en brique rouge. Josef Stenbäck l'a conçue dans le style néogothique en cherchant à donner une impression de cathédrale.
L'église reconstruite a perdu cette impression ainsi que le style Stenbäck. Elle a alors 2 500 places assises.
Les orgues fabriquées par Hans Heinrich ont 37 jeux.
Le retable est peint en 1906 par Louis Sparre représente le Christ sur le chemin d' Emmaüs.
Les cloches sont des années 1786 et 1904.
La première église de Rantasalmi fut parmi les plus majestueuses et relativement au lieu la plus grande des 35 églises construites par Josef Stenbäck.
L'église brûla le 27 juin 1984 frappée par la foudre.

## L'église reconstruite
L'église est reconstruite à l'intérieur des murs d'enceinte résiduels selon les plans de Carl-Johan Slotte.
Elle sera baptisée pour l'Épiphanie de 1989.
Le retable est de Pauno Pohjolainen. Les orgues à 41 jeux ont été fabriqués en 1990 par la fabrique d'orgues Veikko Virtanen.
La partie des cloches épargnée par l'incendie sont visibles dans l'église reconstruite.